# Arhippa Perttunen
Arhippa Perttunen (1769-1841) fue un cantor popular finlandés.
Natural del norte de Carelia fue uno de los mejores bardos de poesía popular finlandesa, conoció a Elias Lönnrot en 1834 y le cantó más de 4.000 versos, lo que constituía un tercio de los poemas de la primera versión del Kalevala.